# Scopula pastoraria
Scopula pastoraria là một loài bướm đêm trong họ Geometridae.